# Dies a quo non computatur in termino
In diritto, la locuzione latina Dies a quo non computatur in termino, dies ad quem computatur (Il giorno dal quale [decorre] non si conta nel termine, il giorno nel quale [scade] si computa) indica il principio secondo il quale nel computo dei termini a giorni il giorno iniziale (dies a quo) non si computa, mentre va computato il giorno finale (dies ad quem). Ad esempio, un termine di 7 giorni che decorre dall'11 settembre scadrà il 18 settembre e non il 17 come accadrebbe se si dovesse computare anche il giorno iniziale dal quale il termine comincia a decorrere.
Il codice civile italiano ha accolto tale principio all'art. 2963, ai sensi del quale  «Non si computa il giorno nel corso del quale cade il momento iniziale del termine...»
Il principio del dies a quo è presente anche nel codice di procedura penale italiano, all'art. 1724 c.p.p.